# Karl Korschann
Karl Korschann (* 23. Juli 1872 in Brünn; † 7. März 1943 ebenda) war ein mährischer Bildhauer und Medailleur.

## Leben
Korschann war Student der Wiener Akademie der bildenden Künste und der Hochschule für bildende Kunst in Berlin. Danach war er zwei Jahre lang (1893/94) im Atelier von Edmund von Hellmer in Wien tätig. Studienreisen führten ihn nach Kopenhagen (1894, Thorvaldsen-Museum) und Paris, wo er 1895 und in den Jahren von 1898 bis 1901 im Salon de Paris an Ausstellungen teilnahm. Bei der Pariser Weltausstellung des Jahres 1900 wurde er mit einer Bronzemedaille ausgezeichnet. Er nahm in weiterer Folge an vielen Ausstellungen in europäischen Städten teil, vor allem mit Porträtbüsten, Medaillen und kleineren kunstgewerblichen Arbeiten. In den Jahren von 1906 bis 1914 hielt sich Korschann in Berlin, Frankfurt und Krakau auf.
Während des Ersten Weltkriegs bemühte sich Karl Korschann, in die Kunstgruppe des k.u.k. Kriegspressequartiers aufgenommen zu werden. Da sich nicht wenige darum bemühten, die Posten aber begrenzt waren, wurde er vorerst abgelehnt. In einem Schreiben vom 14. September 1917 trat dann die k.u.k.-Statthalterei, Landwirtschaftsamt Krakau für ihn ein. Zu diesem Zeitpunkt war Korschann Oberleutnant beim Festungskommando Krakau. In einem eigenhändigen Schreiben an Oberst im Generalstab Wilhelm Eisner-Bubna schilderte der Künstler am 28. September 1917 seine Beweggründe, in die Kunstgruppe einzutreten. Er war nämlich beauftragt worden, die Mittelgruppe eines großen Friedhof-Denkmals „als Dank der Armee für die gefallenen Soldaten“ in Krakau auszuführen. Darüber hinaus sollte er die Kriegsgräberabteilung der Festung Krakau übernehmen. Da die Festung Krakau aufgelöst werden sollte, befürchtete er, zur Kriegsgräberabteilung des Militärkommandos versetzt zu werden, und bangte daher um seinen Auftrag für das Denkmal.
Nach dem Krieg, 1919, wurde er dauerhaft in seiner Heimatstadt Brünn sesshaft, zumal er dort den Posten eines Dozenten an der Deutschen Technischen Hochschule erhielt.

## Werke (Auszug)

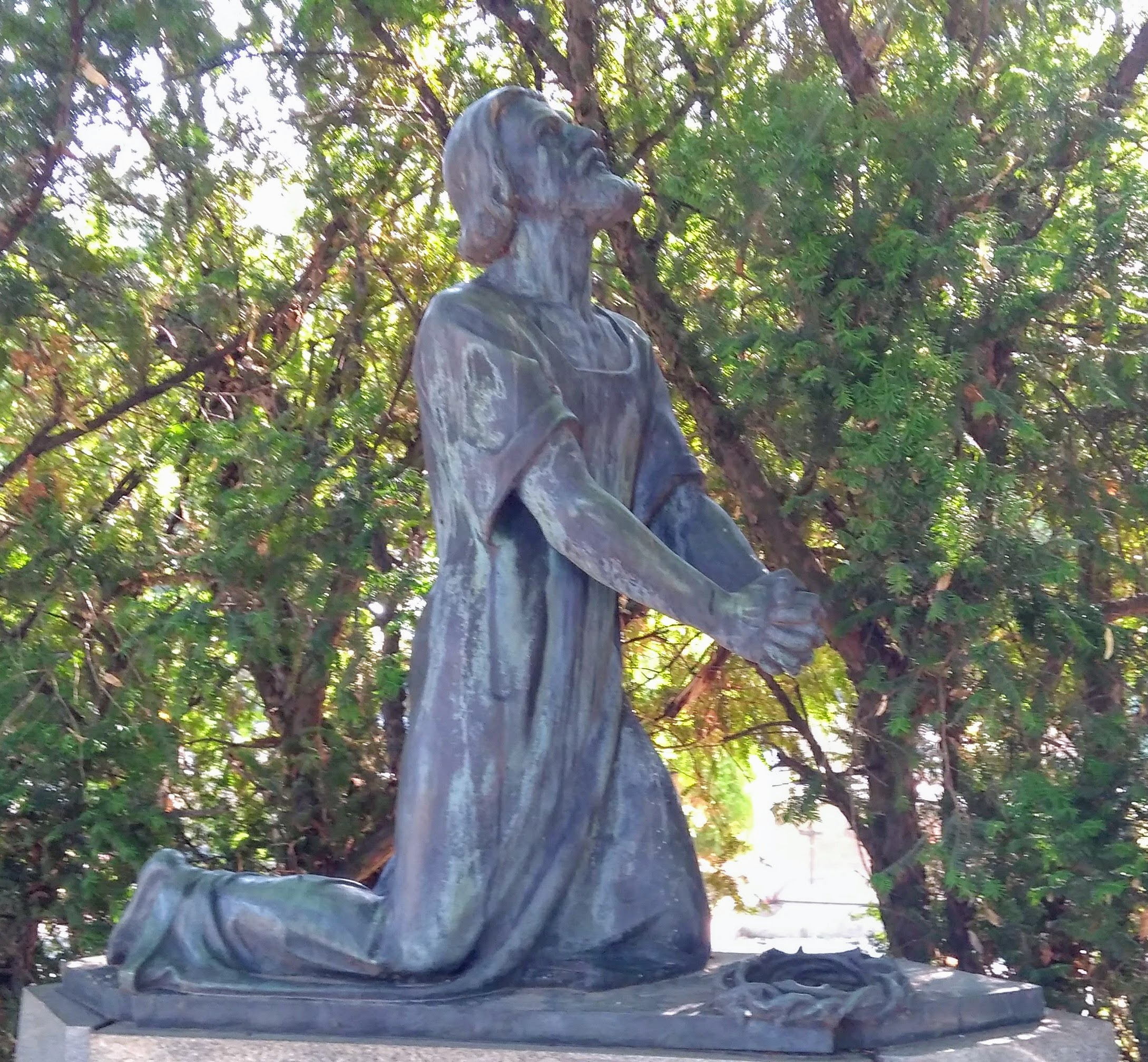
Friedhof Kromeriz, Jesus Christus (1926), Bronze

- Porträt Josef Freiherr Roth von Limanowa-Łapanów, 1915, Reliefplakette, Gips, Durchmesser 31 cm, Heeresgeschichtliches Museum, Wien
- Büste Kopf eines Mädchens, 1936, Bronze patiniert, Höhe 27 cm, Österreichische Galerie Belvedere[5]
- Figurale Vase, Bronze, Höhe 14 cm[6]
- Jugendstil-Lampe, 1910, Bronze[7]
- Gießerei-Arbeiter, Bronzerelief, patiniert, Plattengröße ca. 32 × 24,5 cm[8]